# Monnikenhuize
Das Monnikenhuize (deutsch Mönchshaus) war ein Fußballstadion in der niederländischen Stadt Arnhem.

## Geschichte
Das Monnikenhuize befand sich zwischen dem Bosweg, Monnikensteeg und Rosendaalseweg. Es wurde als neue Heimspielstätte von Vitesse Arnheim mit einem Spiel am 26. September 1915 gegen Noordelijke Zwaluwen eröffnet.
Im Rahmen der Olympischen Sommerspiele 1928 fand das Trostrunden-Spiel Chile – Mexiko 3:1 vor 6000 Zuschauern im Monnikenhuize statt.
Das Stadion verfügte über ein Fassungsvermögen von circa 7500 Zuschauern. Bei großen Spielen wurden zusätzlich temporäre Tribünen errichtet. So kam am 10. April 1950 mehr als 12.000 Zuschauer zum Aufstiegsspiel von Vitesse ins Monnikenhuize. Von den vier zusätzlichen Holztribünen brachen jedoch zwei ein und es gab einige Verletzte.
Am 18. Mai 1950 gewann Vitesse mit 3:1 sein Aufstiegsspiel und verabschiedete sich nach diesem Spiel vom Stadion, welches daraufhin abgerissen wurde. Auf der anderen Seite des Monnikensteegs wurde mit dem Nieuw Monnikenhuize die neue Heimspielstätte bezogen.